# San Lorenzo (Peru)
San Lorenzo ist die Hauptstadt der Provinz Datem del Marañón in der Region Loreto im Norden von Peru. Die Stadt ist auch Verwaltungssitz des Distrikts Barranca. Die Stadt hatte beim Zensus 2017 8.216 Einwohner, 10 Jahre zuvor lag die Einwohnerzahl bei 6.532.
Die Stadt San Lorenzo liegt auf einer Höhe von 133 m im peruanischen Amazonastiefland am nördlichen Flussufer des Río Marañón, 23 km oberhalb der Einmündung des Río Pastaza. Die Stadt hat einen wichtigen Binnenhafen. Der Flughafen Aeródromo San Lorenzo (ICAO: SPQM) liegt im Nordwesten der Stadt.